# Anoba trigonoides
Anoba trigonoides är en fjärilsart som beskrevs av Walker 1858. Anoba trigonoides ingår i släktet Anoba och familjen nattflyn. Inga underarter finns listade i Catalogue of Life.

## Bildgalleri

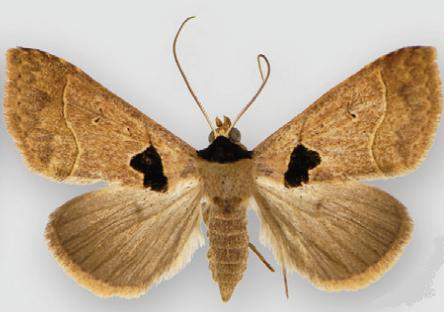
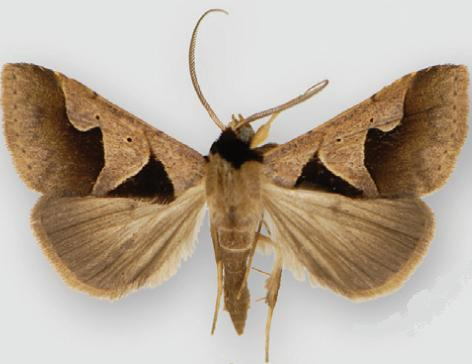